# Blind Boys of Alabama
Blind Boys of Alabama (Блайнд Бойз оф Алабама) — американская музыкальная группа из штата Алабама, исполняющая музыку в жанре госпел. Является пятикратным лауреатом премии «Грэмми». Выступает с 1939 года. В 2003 году группа была принята в Зал славы госпела, в 2010 — в Музыкальный зал славы штата Алабама.

## Награды и почести
- См. «The Blind Boys of Alabama § Awards and honors» в английском разделе.

## Состав
- См. «The Blind Boys of Alabama § Current members» в английском разделе.

### Нынешний состав
Джимми Картер - вокал (1982 – настоящее время)
Рики Маккинни - ударные	(1990 – настоящее время)
Бен Мур - вокал	(2006 – настоящее время)
Джои Уильямс - соло-гитара	(? – настоящее время)
Пол Бизли - вокал	(? – настоящее время)
Петр Левин - орган	(? – настоящее время)
Стивен Ладсон - бас-гитара	(? – настоящее время)

## Дискография
- См. «The Blind Boys of Alabama § Discography» в английском разделе.